# Olympische Sommerspiele 1992/Leichtathletik – 4 × 400 m (Männer)

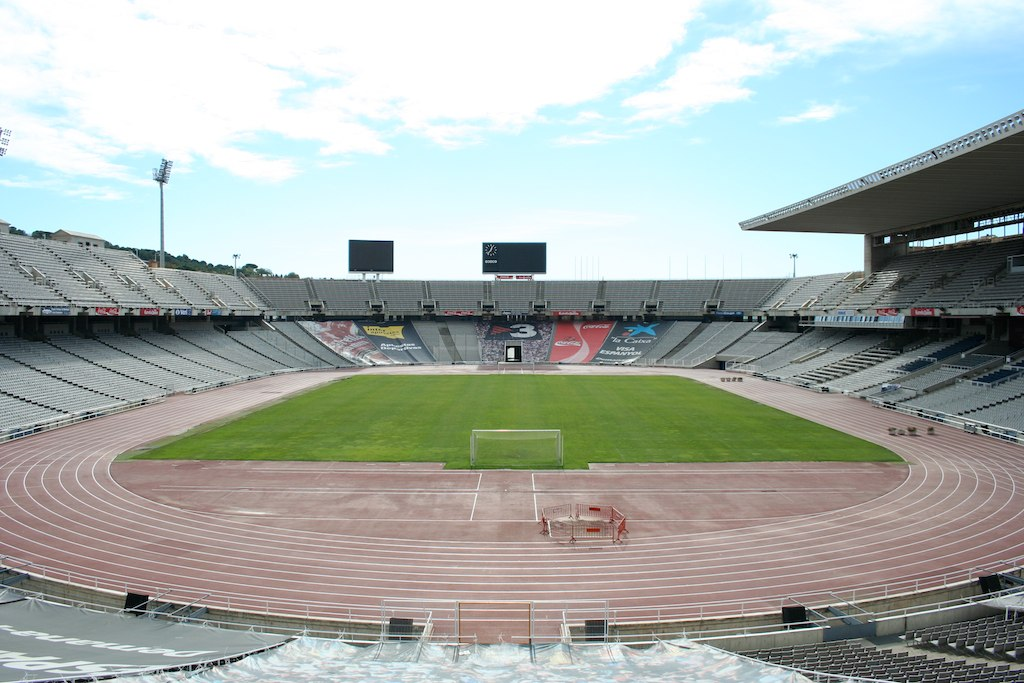
Das Olympiastadion von Barcelona im Jahr 2008

Die 4-mal-400-Meter-Staffel der Männer bei den Olympischen Spielen 1992 in Barcelona wurde am 7. und 8. August 1992 in zwei Runden im Olympiastadion Barcelona ausgetragen. 102 Athleten nahmen in 24 Staffeln teil.
Die Staffel der USA gewann in der Besetzung Andrew Valmon, Quincy Watts, Michael Johnson und Steve Lewis sowie den im Vorlauf eingesetzten Charles Jenkins und Darnell Hall in neuer Weltrekordzeit von 2:55,74 min die Goldmedaille.
Silber ging an Kuba (Lázaro Martínez, Héctor Herrera, Norberto Téllez, Roberto Hernández)
Bronze gewann Großbritannien mit Roger Black, David Grindley, Kriss Akabusi und John Regis sowie den im Vorlauf eingesetzten Du’aine Ladejo und Mark Richardson.
Auch die in den Vorläufen für die Medaillengewinner eingesetzten Läufer erhielten entsprechendes Edelmetall. Der Weltrekord dagegen stand alleine den im Finale eingesetzten Läufern zu.
Die Staffel aus Deutschland konnte ihren Vorlauf nach einem Stabverlust nicht beenden.

Staffeln aus der Schweiz, Österreich und Liechtenstein nahmen nicht teil.

## Aktuelle Titelträger
| Olympiasieger 1988                      | USA            | 2:56,16 min | Seoul 1988            |
| Weltmeister 1991                        | USA            | 2:57,53 min | Tokio 1991            |
| Europameister 1990                      | Großbritannien | 2:58,22 min | Split 1990            |
| Panamerikanischer Meister 1991          | Kuba           | 3:01,93 min | Havanna 1991          |
| Zentralamerika und Karibik-Meister 1991 | Bahamas        | 3:06,08 min | Xalapa 1991           |
| Südamerika-Meister 1991                 | Brasilien      | 3:05,60 min | Manaus 1991           |
| Asienmeister 1991                       | Japan          | 3:05,22 min | Kuala Lumpur 1991     |
| Afrikameister 1992                      | Südafrika      | 3:06,95 min | Belle Vue Maurel 1992 |
| Ozeanienmeister 1990                    | Fidschi        | 3:15,29 min | Suva 1990             |

## Rekorde

### Bestehende Rekorde
| Weltrekord         | 2:56,16 min | USA (Vince Matthews, Ron Freeman, Larry James, Lee Evans)         | Finale OS Mexiko-Stadt, Mexiko | 20. Oktober 1968 |
| Weltrekord         | 2:56,16 min | USA (Danny Everett, Steve Lewis, Kevin Robinzine, Harry Reynolds) | Finale OS Seoul, Südkorea      | 1. Oktober 1988  |
| Olympischer Rekord | 2:56,16 min | USA (Vince Matthews, Ron Freeman, Larry James, Lee Evans)         | Finale OS Mexiko-Stadt, Mexiko | 20. Oktober 1968 |
| Olympischer Rekord | 2:56,16 min | USA (Danny Everett, Steve Lewis, Kevin Robinzine, Harry Reynolds) | Finale OS Seoul, Südkorea      | 1. Oktober 1988  |

### Rekordverbesserung
Das siegreiche US-Team verbesserte den bestehenden olympischen Rekord, gleichzeitig Weltrekord, in der Besetzung Andrew Valmon, Quincy Watts, Michael Johnson und Steve Lewis im Finale am 8. August um 41 Hundertstelsekunden auf 2:55,74 min.

## Vorrunde
Datum: 7. August 1992
In der Vorrunde wurden die 24 Staffeln in drei Läufe gelost. Für das Finale qualifizierten sich pro Lauf die ersten beiden Teams. Darüber hinaus kamen die zwei Zeitschnellsten, die sogenannten Lucky Loser, weiter. Die direkt qualifizierten Staffeln sind hellblau, die Lucky Loser hellgrün unterlegt.

### Vorlauf 1
20:00 Uhr
| Platz | Staffel             | Besetzung                                                                    | Zeit        |
| ----- | ------------------- | ---------------------------------------------------------------------------- | ----------- |
| 1     | Trinidad und Tobago | Patrick Delice Alvin Daniel Neil de Silva Ian Morris                         | 3:01,05 min |
| 2     | Großbritannien      | Mark Richardson (Vorlauf) Kriss Akabusi Roger Black Du’aine Ladejo (Vorlauf) | 3:01,20 min |
| 3     | Japan               | Masayoshi Kan Susumu Takano Yoshihiko Saitō Takahiro Watanabe                | 3:01,35 min |
| 4     | Frankreich          | Jean-Louis Rapnouil Yann Quentrec Stéphane Caristan Stéphane Diagana         | 3:04,25 min |
| 5     | Kanada              | Mark Jackson Anthony Wilson Mark Anthony Graham Frederick Williams           | 3:04,69 min |
| 6     | Thailand            | Athiaporn Koonjarthong Yuthana Thonglek Sarapong Kumsup Aktawat Sakoolchan   | 3:08,00 min |
| 7     | Portugal            | José Paulo Mendes Pedro Afonso Rodrigues Álvaro Silva Pedro Curvelo          | 3:10,11 min |
| 8     | Zaire               | Ilunga Kafila Luasa Batungile Kaleka Mutoke Shintu Kibambe                   | 3:21,91 min |

### Vorlauf 2
20:10 Uhr
| Platz | Staffel                        | Besetzung                                                                     | Zeit        |
| ----- | ------------------------------ | ----------------------------------------------------------------------------- | ----------- |
| 1     | Kuba                           | Lázaro Martínez Héctor Herrera Norberto Téllez Roberto Hernández              | 2:59,13 min |
| 2     | USA                            | Darnell Hall (Vorlauf) Michael Johnson Charles Jenkins (Vorlauf) Quincy Watts | 2:59,14 min |
| 3     | Kenia                          | David Kitur (Vorlauf) Samson Kitur Simon Kipkemboi Simon Kemboi               | 2:59,63 min |
| 4     | Nigeria                        | Udeme Ekpeyong Emmanuel Okoli Hassan Bosso Sunday Bada                        | 3:00,39 min |
| 5     | EUN                            | Dmitri Kossow Dmitri Kliger Dmitri Golowastow Oleh Twerdochleb                | 3:05,59 min |
| 6     | Mexiko                         | Raymundo Escalante Eduardo Nava Luis Karin Toledo Juan Jesús Gutiérrez        | 3:05,75 min |
| 7     | St. Vincent und die Grenadinen | Lenford O’Garro Michael Williams Eversley Linley Eswort Coombs                | 3:10,21 min |
| DSQ   | Barbados                       | Seibert Straughn Roger Jordan Edsel Chase Stevon Roberts                      |             |

### Vorlauf 3
20:20 Uhr
| Platz | Staffel         | Besetzung                                                                     | Zeit        | Anmerkung                        |
| ----- | --------------- | ----------------------------------------------------------------------------- | ----------- | -------------------------------- |
| 1     | Brasilien       | Eronilde de Araújo (Vorlauf) Ediélson Rocha Sérgio de Menezes Sidney de Souza | 3:01,38 min |                                  |
| 2     | Italien         | Alessandro Aimar Marco Vaccari Fabio Grossi Andrea Nuti                       | 3:02,09 min |                                  |
| 3     | Marokko         | Abdelali Kasbane Abdelghani Guériguer Bouchaib Bel Kaïd Lahlou Ben Younès     | 3:02,28 min |                                  |
| 4     | Spanien         | Antonio Sánchez Cayetano Cornet Manuel Moreno Ángel Heras                     | 3:04,60 min |                                  |
| 5     | Katar           | Sami al-Abdullah Masoud Abdul Khamis Ibrahim Ismail Fareh Ibrahim Ali         | 3:07,26 min |                                  |
| 6     | Papua-Neuguinea | Baobo Neuendorf Kaminiel Selot Bernard Manana Subul Babo                      | 3:13,35 min |                                  |
| DNF   | Deutschland     | Ralph Pfersich Rico Lieder Jörg Vaihinger Thomas Schönlebe                    |             | Stabverlust beim zweiten Wechsel |
| DSQ   | Jamaika         | Dennis Blake Devon Morris Howard Davis Patrick O’Connor                       |             |                                  |

## Finale
Datum: 8. August 1992, 21:40 Uhr
| Platz | Staffel             | Besetzung | Zeit        | Anmerkung |
| ----- | ------------------- | --- | ----------- | --------- |
| 1     | USA                 | Andrew Valmon (Finale) Quincy Watts Michael Johnson Steve Lewis (Finale) in den Vorläufen außerdem: Charles Jenkins Darnell Hall | 2:55,74 min | WR        |
| 2     | Kuba                | Lázaro Martínez Héctor Herrera Norberto Téllez Roberto Hernández                                                                 | 2:59,51 min |           |
| 3     | Großbritannien      | Roger Black David Grindley (Finale) Kriss Akabusi John Regis (Finale) in den Vorläufen außerdem: Du’aine Ladejo Mark Richardson  | 2:59,73 min |           |
| 4     | Brasilien           | Robson da Silva (Finale) Ediélson Rocha Sérgio de Menezes Sidney de Souza in den Vorläufen außerdem: Eronilde de Araújo          | 3:01,61 min |           |
| 5     | Nigeria             | Udeme Ekpeyong Emmanuel Okoli Hassan Bosso Sunday Bada                                                                           | 3:01,71 min |           |
| 6     | Italien             | Alessandro Aimar Marco Vaccari Fabio Grossi Andrea Nuti                                                                          | 3:02,18 min |           |
| 7     | Trinidad und Tobago | Alvin Daniel Patrick Delice Neil de Silva Ian Morris                                                                             | 3:03,31 min |           |
| DNF   | Kenia               | Samson Kitur Abednego Matilu (Finale) Simon Kipkemboi Simon Kemboi in den Vorläufen außerdem: David Kitur                        |             |           |

Im Finalrennen am 8. August gab es mehrere Besetzungsänderungen:
- USA: Andrew Valmon und Steve Lewis liefen anstelle von Darnell Hall und Charles Jenkins.
- Großbritannien: Mark Richardson wurde ersetzt durch David Grindley und Du’aine Ladejo durch John Regis.
- Brasilien: Robson da Silva ersetzte Eronilde de Araújo.
- Kenia: Abednego Matilu lief anstelle von David Kitur.

Als Topfavorit galt die US-Staffel, die mit Steve Lewis und Quincy Watts die Olympiasieger des 400-Meter-Einzellaufs von 1988 und 1992 in ihren Reihen hatten. Es ging für die US-Mannschaft auch darum, vielleicht den Weltrekord ihrer Landsleute aus den Jahren 1968 und 1988 zu verbessern.
Schon nach dem ersten Wechsel lag das US-Team weit vor allen anderen Staffeln. Andrew Valmon hatte einen großen Vorsprung herausgelaufen. Dahinter kämpften Großbritannien, Kuba und Kenia um den zweiten Platz, als die Läufer sich auf die Innenbahn einsortierten. Kurz vor der nächsten Kurve scherte der Kenianer Abednego Matilu nach außen, verlangsamte seine Schritte und schied offensichtlich verletzt aus. Nun lagen die Briten und Kubaner mit engem Abstand untereinander deutlich vor dem Rest des Feldes und weit hinter dem führenden Quincy Watts. Das änderte sich auch in der dritten Runde nicht. Der Kubaner Norberto Téllez attackierte seinen britischen Gegner Kriss Akabusi mehrfach, kam jedoch nicht an ihm vorbei. So ging es in der Reihenfolge USA vor Großbritannien, Kuba und den weiteren Mannschaften in die Schlussrunde. Für die US-Staffel ging es nur noch um den Weltrekord, der Olympiasieg stand nicht mehr in Frage, zu groß war der Vorsprung. Gleich nach dem letzten Wechsel überholte der Kubaner Roberto Hernández im Kampf um Silber den Briten John Regis. Die US-Mannschaft siegte schließlich mit fast vierzig Metern Vorsprung in neuer Weltrekordzeit von 2:55,74 min. Der britische Schlussläufer versuchte auf der Zielgeraden noch einmal eine Attacke, doch Hernández wehrte den Angriff ab. So gab es Silber für Kuba und Bronze für Großbritannien. Dahinter hatte sich inzwischen Brasilien von den anderen Staffeln etwas abgesetzt und kam auf den vierten Platz. Fünfter wurde Nigeria vor Italien und Trinidad und Tobago.
Im achtzehnten olympischen Finale gewann die USA die dreizehnte Goldmedaille.

Kuba gewann erstmals eine Medaille in der 4-mal-400-Meter-Staffel.

## Videolinks
- Men's 4x400m Relay Final at the Barcelona 1992 Olympics, youtube.com, abgerufen am 18. Dezember 2021
- Men's 4 x 400m Relay Final (2:55.74 - WR) - 1992 Olympic Games, youtube.com, abgerufen am 18. Dezember 2021
- Men's 4x400m Relay Final Barcelona Olympics 1992, youtube.com, abgerufen am 9. Februar 2018